# Miltochrista atuntseensis
Miltochrista atuntseensis là một loài bướm đêm thuộc phân họ Arctiinae, họ Erebidae.